# Дубровачке љетне игре
Дубровачке летње игре су годишња манифестација која се догађа у Дубровнику од 1950. године од 10. јула до 25. августа.

## Историја
Циљ оснивања Дубровачких летњих игара јесте да се прикажу ренесансни и барокни
дух Дубровника помоћу драмских, музичких и плесних изведби, где би се приказале традиције самог града, као и његова богата културна и научна традиција, важне личности из града.